# 牙人
牙人或稱牙郎、牙商、牙儈、牙人，女性又稱牙婆、牙媼。牙本為「互」字，因與牙字字形相近，唐代起被誤寫成牙，是在买卖交易中撮合成交的经纪人，属于一种特殊的商人，又叫撮合商、居間商。對於中國商業發展有重要的作用。在現行臺灣法律上有性質相類之商人，即牙保。

## 歷史
在西周时期，這種中介人称為质人，到了西汉就称作驵侩，最後唐朝以後才叫牙人，唐朝官牙辦事員稱為牙郎，到了北宋末年確立了官牙制度。
明清時期，隨著商業經濟的進一步發展，牙商人數大大增加，形成了一個專門的工會，稱為牙行。清代著名的广东十三行，就是指經營進出口貿易的十三家牙行商人。除了做生意之外，十三行還要與來華洋商打交道，從貨物買賣到日常起居，事無巨細，都必須通過十三行。不過，這裡的牙行數目並不固定，時有增減，所以廣東十三行只是最興盛的十三家。
由于一些牙人狡猾，存在着侵渔百姓、欺行霸市、欺诈哄骗、钻营渔利、收取高额佣金、损害交易双方利益的行为等危害，故對牙人常有負面評價，女性牙人也因此列為三姑六婆之一。傳統上牙人社會地位不高，在一些時代甚至屬於賤民階級。1949年，中华人民共和国政府成立以后，政府不鼓励牙行和牙人的发展。随着规范的交易所的建立，多数牙行和牙人被取缔或自行消亡。现代社会里替代牙人的商业中介组织主要为各种交易所、信托公司、经纪人等等。

## 工作
最早的牙人的工作是在城市或鄉村的市場中，為買賣雙方順利完成交易過程，並從中抽取佣金的居間商人。後來商業不斷發展，牙人行的种类也變得多樣化，如：说合贸易、拉拢买卖，接受委托、代人经商和代收商税等，牙人在契约买卖和赊欠贸易中的担保作用也非常重要。非正式的个体牙纪，一般称之为“经纪”。一些具有某些专业经验的牙人，专门撮合某类商品的成交，如“牛经纪”、“驴马经纪”等。而牙行就为买卖双方提供信息、场地、撮合成交并从中提取佣金的地方，也就是牙人的辦公處。此外，還有專為人買賣奴婢、妾侍的牙人。